# Eleição municipal de Araucária em 1955
A eleição municipal de Araucária de 1955 ocorreu no dia 3 de outubro, junto dos municípios que estavam aptos a eleger prefeitos e vereadores. O prefeito eleito administraria a cidade a partir de 1º de fevereiro de 1956 e seu sucessor seria eleito em 1959. A eleição foi a única realizada no governo de Nereu Ramos. Os eleitores araucarienses puderam escolher entre apenas três candidatos a prefeito, além de diversos a vereador.

## Resultados

### Eleição para prefeito
Conforme dados do TSE, foram computados 2.566 votantes, sendo 2.491 votos nominais, 75 brancos e 15 nulos. Não foram encontrados os candidatos a vice-prefeito. O resultado completo da eleição para prefeito é:
| Alderico Zanardini Ozório UDN | 1.012 | 40,63% |
| Aleixo Grebos PTB             | 801   | 32,15% |
| Hermínio Brunatto PSD         | 678   | 27,22% |
| Fontes:                       |       |        |

### Eleição para vereador
Ao todo, foram eleitos 9 vereadores, tendo influência do quociente eleitoral. Os eleitos na ocasião são:
| Candidato(a)              | Partido | Votos | Percentual |
| ------------------------- | ------- | ----- | ---------- |
| Valentim Wolski           | PSD     | 153   | 6,14%      |
| Romualdo Sobocinski       | PTB     | 128   | 5,13%      |
| Reynaldo Alves Pinto      | PSD     | 102   | 4,93%      |
| Miguel Burda              | PTB     | 100   | 4,01%      |
| José Furman               | UDN     | 97    | 3,89%      |
| Francisco Ribeiro Cardoso | PTB     | 89    | 3,57%      |
| Odilon Carrano            | PSD     | 79    | 3,17%      |
| Francisco Gondek          | UDN     | 78    | 3,13%      |
| Wenceslau Jasiocha        | UDN     | 65    | 2,60%      |